# Palazzo Ricca
Palazzo Ricca je monumentalna palača, smještena na najjužnijem kraju Via dei Tribunali, na broju 213, u središnjem Napulju, regija Kampanija, Italija. Trenutno se u njemu nalazi arhiv Zaklade Istituto Banco di Napoli. Palača je odmah niz ulicu od ulaza u Castel Capuano.

## Povijest
U palači je nekoć bila smještena Banco dei Poveri (Banka siromašnih) nastala između šesnaestog stoljeća u Napulju, a zajedno s gotovo osam drugih takvih institucija, kasnije je konsolidirana u Banco di Napoli. Te su institucije služile kao zalagaonice, ubožnice, a u slučaju Banco dei Poveri, blizina sudova u Vicaria (Castel Capuano) značila je da su često služili kao obveznici jamčevine. Priča, možda apokrifna, Carla Cerana o podrijetlu banke podupire potonju funkciju. Osoblje banke bilo je sastavljeno od laičkih vjerskih kongregacija, a njezina su sredstva prikupljana putem milostinje, prihoda od iznajmljivanja nekretnina i donacija, u potonjem slučaju, često u obliku nasljedstva. Napuljska Banco dei Poveri bila je konkurencija napuljskoj Monte di Pietà - prvoj Monte u Napulju, izgrađenoj 1539., koja je davala zajmove bez naplate kamata, kako bi izbjegla zabrane lihvarstva.
U palači se danas nalazi povijesni arhiv Banco di Napoli. Palaču je za gotovo 10.000 dukata kupila Monte e Banco dei Poveri 1616. godine od Gaspare Ricca. Godine 1787. susjedna je palača kupljena od nasljednika Don Pietra Cuoma. Palaču je rekonstruirao Giovanni Conforto, te je doživjela niz rekonstrukcija. Sadašnje kasnobarokno pročelje projektirao je Gaetano Barba. Arhitekt Ferdinando Sanfelice dizajnirao je isprepletena stubišta koja se vide u dvorištu.
Kapelu Kongregacije Monte dei Poveri (Cappella della Congregazione di Monte dei Poveri) u dvorištu projektirao je 1663. Don Giuseppe Caracciolo. Nicola Trabucco dovršio je freske u dvorani za audijencije u palači i restaurirao pet platna Belisaria Corenzia. Ove posljednje slike su premještene. Giacinto Diano oslikao je freske Vijećnice. Ostale dekoracije dovršio je Gaetano d'Aveta.

## Vanjske poveznice
|  | Zajednički poslužitelj ima još gradiva o temi Palazzo Ricca |